# Xalisco
Xalisco – miasto w Meksyku, w stanie Nayarit.